# Daughter (canção de Pearl Jam)
"Daughter" é uma canção da banda de grunge estadunidense Pearl Jam. Foi lançada em 1993 como o segundo single do segundo álbum de estúdio da banda, Vs. Embora creditada por todos os membros do Pearl Jam, ela apresenta letras escritas pelo vocalista Eddie Vedder e a música primeiramente composta pelo guitarrista Stone Gossard. A canção liderou ambas as paradas da Billboard, Mainstream Rock e Modern Rock.

## Tabelas musicais
| Paradas (1993–1994)                            | Melhor posição |
| ---------------------------------------------- | -------------- |
| Austrália (ARIA)                               | 18             |
| Bélgica (Ultratop 50 de Flandres)              | 39             |
| Canadá (RPM Top Singles)                       | 16             |
| Europa (Eurochart Hot 100)                     | 42             |
| Irlanda (IRMA)                                 | 4              |
| Países Baixos (Dutch Top 40 Tipparade)         | 6              |
| Países Baixos (Single Top 100)                 | 46             |
| Nova Zelândia (Recorded Music NZ)              | 11             |
| Reino Unido (UK Singles Chart)                 | 18             |
| Estados Unidos (Billboard Radio Songs)         | 33             |
| Estados Unidos (Billboard Alternative Airplay) | 1              |
| Estados Unidos (Billboard Mainstream Rock)     | 1              |
| Estados Unidos (Billboard Mainstream Top 40)   | 28             |